# Trópusi sziklanövényzet

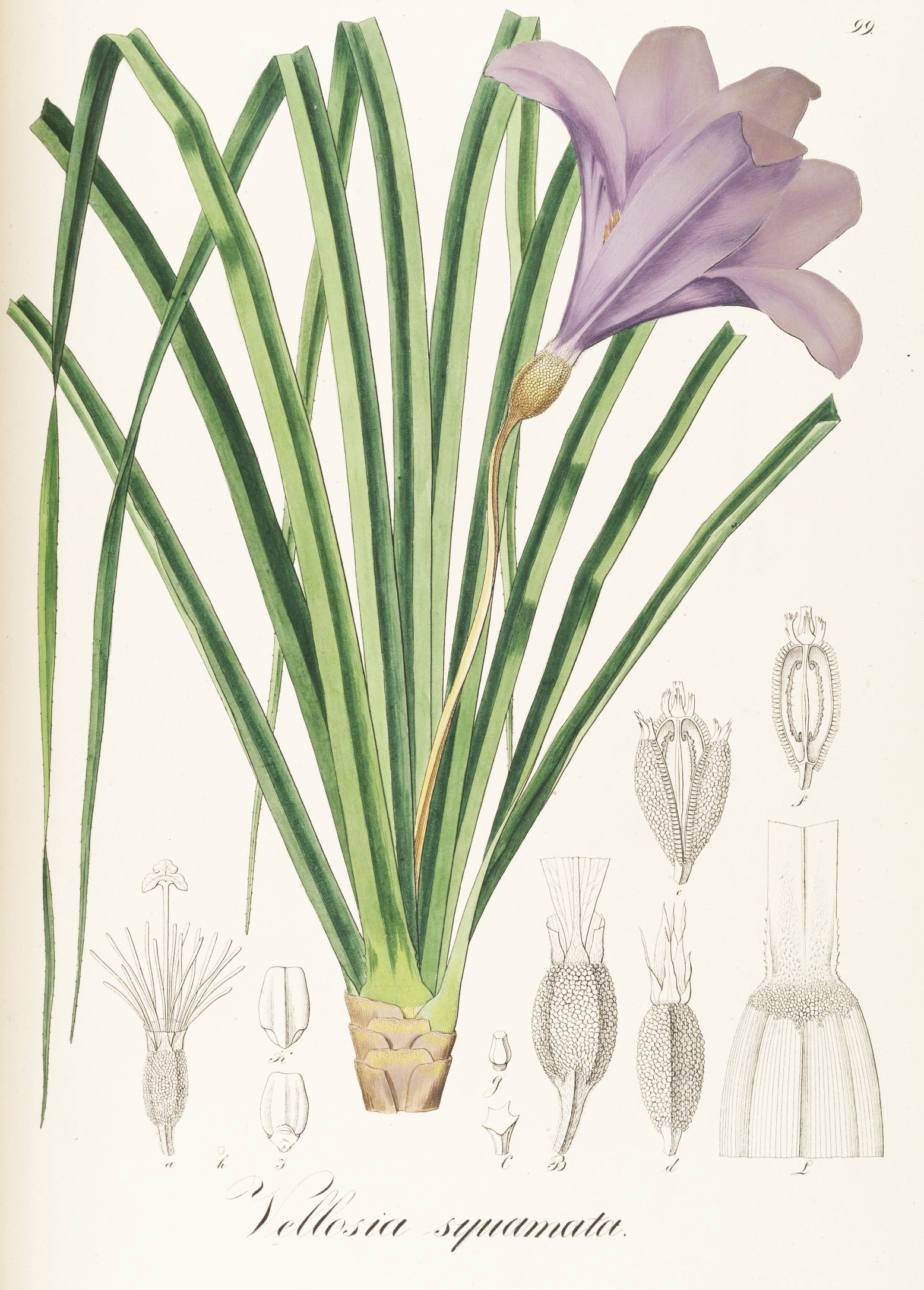
Vellozia squamata

A trópusi sziklanövényzet a trópusok egyik endemikus fitocönológiai társuláscsoportja. Fő társulásai a legfeljebb embermagas cserjések (bozótok) és a sziklagyepek.

## Alaptípusaik
Alaptípusaik jellemzően trópusi karsztokon (kúpkarsztokon, toronykarsztokon), tehát mészkővidékeken fejlődnek ki, ennek megfelelően mészkedvelő fajokkal. A meredek sziklák, mészkőszirtek a nedves trópusokon belül viszonylag száraz termőhelyek.
Növényzetükben nagy szerephez jutnak:
- a kemény levelű pozsgás és félszukkulens növények,
- a kúszónövények,
- a bambuszok és
- az üstökösfák.

Sok növényfaj endemikus, így például a Maláj-félsziget területének mindössze 0,3 %-a  mészkővidék, de ezeken él a félsziget flórájának 14 %-a (1216 faj), és közülük 261 (több, mint 20 %) endemikus.
Karakterfajaik:
- Amerikában
  - agavék (Agave spp.) és
  - pálmafélék (Arecaceae),
- Afrikában
  - cikászok (Cycas spp.) és
  - aloék (Aloë spp.),
- Ázsiában
- sárkányfák (Dracaena spp.) és
- törpepálmák.

## Edafikus altípusaik

### Inselberg növényzet
Megfelelő(en mostoha) feltételek esetén más alapkőzeteken is kialakulnak ilyen jellegű növénytársulások.
A meredek gránit- és gneiszsziklákra jellemző az inselberg növényzet. Ebben a trópusokon mindenütt megtalálható társuláscsoportban különösen sok a kiszáradástűrő (poikilohidrikus faj. Közülük
- Afrikában:
  - a palkafélék közé tartozó Afrotrilepis pilosa és
  - a vellóziafélék (Velloziaceae) közé sorolt Xerophyta scabrida,
- Indiában
  - a perjefélékhez (Poaceae) tartozó Tripteris spp.;
- Dél-Amerikában a vellóziaformák (Vellozioideae) alcsaládjába sorolt
  - Barbacenia és
  - Vellozia fajok.

### Köderdő
Az Egyenlítőhöz közel, 2000 méternél magasabb hegységekben, a felhőképződés magasságában kialakult örökzöld erdők a köderdők.

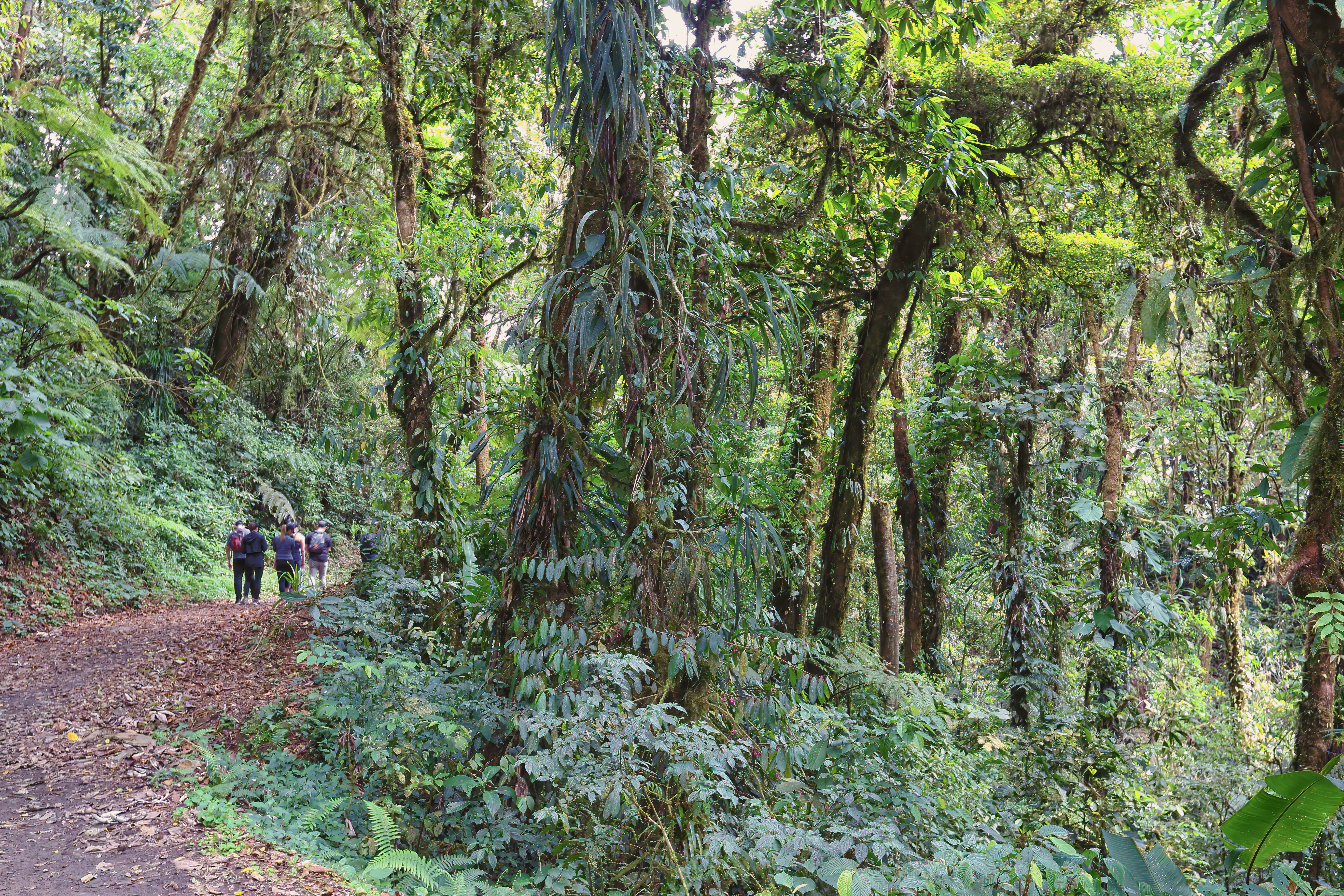
Köderdő: Monteverde, Costa Rica